# 홍창화
홍창화(1980년 1월 30일 ~ )는 대한민국의 응원단장이다. 현재 KBO 리그 한화 이글스, V리그 수원 한국전력 빅스톰과 수원 현대건설 배구단, KBL 안양 KGC인삼공사 농구단의 응원단장으로 활동하고 있다.

## 학력
- 한국체육대학교
- 경기대학교 교육대학원 체육교육학 석사

## 경력
- 2005년~2006년 울산 모비스 피버스 응원단장
- 2006년 인천 대한항공 점보스 응원단장
- 2005년-2008년, 2010년~현재 구리 KDB생명 위너스
- 2006년~2007년 SK 나이츠 응원단장
- 2006년~2007년, 2009년~현재 한화 이글스 응원단장
- 2008년 SK 와이번스 응원단장
- 2012년~현재 수원 한국전력 빅스톰 응원단장
- 2012년~2021년 수원 현대건설 배구단 응원단장
- 2013년~2014년 부산 KT 소닉붐 응원단장
- 2014년~2015년 원주 동부 프로미 응원단장
- 2015년~현재 안양 KGC인삼공사 농구단 응원단장
- 2021년~현재 대전 하나 시티즌 응원단장

## 그 외
2014년 경기대학교에서 '프로야구 관중의 응원활동만족이 응원활동 효과에 미치는 영향'을 주제로 석사 학위를 취득하였다.